# Jaderná elektrárna Chaj-jang
Jaderná elektrárna Chaj-jang (čínsky znaky tradiční 海陽核電廠) je provozní jaderná elektrárna v Číně. Nachází se poblíž města Chaj-jang v provincii Šan-tung. Dva provozní reaktory elektrárny mají celkový hrubý výkon 2500 MW, dva jsou ve výstavbě, dva jsou ve fázi plánování a výstavba dalších dvou je v rezervě.

## Historie a technické informace

### Počátky
V roce 1994 začaly práce na studii proveditelnosti výstavby jaderné elektrárny v provincii Šan-tung. Uvažovalo se o čtyřech reaktorech o výkonu 1000 MW, kterých mělo být dosaženo ve dvou fázích výstavby. Stavba měla začít v roce 1998, takže bloky měly být v provozu do roku 2004.
Dne 30. srpna 1997 se Šan-tungská plánovací komise rozhodla postavit elektrárnu v Chaj-jangu. Projekt měl být financován státem s finanční podporou z provincie Šan-tung. Určitou částkou na financování elektrárny by se měla podílet i China Nuclear Industry Corporation. Nabídky od společností měly začít přicházet, jakmile budou práce schváleny na státní úrovni. Podíl čínských firem na projektu měl být minimálně 40 až 50 %. Projekt se však o několik let zpozdil. Realizace projektu měla proběhnout v rámci desátého pětiletého plánu (2001 až 2005).
30. března 2007 byl projekt změněn v prospěch výstavby reaktorů AP1000 od amerického dodavatele Westinghouse. Každý reaktor AP1000 disponuje hrubým výkonem přibližně 1250 MW. Očekávaná doba výstavby každého z nich je přibližně 5 let. Reaktory AP1000 jsou tlakovodní koncepce.

### První fáze
První dva reaktory měly být původně realizovány v rámci jedenáctého pětiletého plánu (2006 až 2010). V dubnu 2007 společnost Westinghouse uvedla na seznam účastníků jihokorejského výrobce strojů Doosan Heavy Industries pro dodávku tlakových nádob reaktoru. V červenci 2010 byla uzavřena smlouva na výstavbu bloků mezi Shaw Group, Westinghouse a budoucím provozovatelem elektrárny, společností Shandong Nuclear Power Company. Zatímco výstavba prvního bloku v jaderné elektrárně Sanmen začala v lednu 2008, výstavba prvního bloku v Chaj-jang se měla zpozdit o rok. Následující bloky se měly na obou lokalitách začít stavět rok po roce, to znamená každý rok nový.
Dne 31. ledna 2008 Westinghouse společně se společností Shandong Nuclear Power Company objednal u Mitsubishi Heavy Industries turbíny včetně turbogenerátoru pro první dva bloky. Pro první dva bloky je použita turbína s lopatkami o délce 1372 mm. V červenci 2008 byla zahájena úprava lokality a zahájeno hloubení výkopové jámy pro první blok. Dne 23. září 2009 byla státním výborem oficiálně schválena výstavba první fáze jaderné elektrárny Chaj-jang a poté dne 24. září 2009 Národní správou jaderné bezpečnosti vydal stavební povolení elektrárny.

#### Výstavba
Dne 24. září 2009 byla zahájena výstavba prvního bloku nalitím prvních metrů krychlových betonu do výkopové jámy. První beton na druhém bloku byl slavnostně nalit 21. června 2010, těmito akty byla oficiálně zahájena výstavba bloků. 15. listopadu 2011 dorazila na stavbu první tlaková nádoba reaktoru. Ta byla instalována 17. ledna 2012 v prvním bloku za necelé tři hodiny.

#### Uvedení do provozu
Podle původního harmonogramu měl být první blok v provozu v květnu 2014, druhý blok měl následovat v březnu 2015. 8. srpna 2018 byl první blok spuštěn do kritického stavu (to znamená start štěpné reakce) poprvé a připojen k síti byl 17. srpna 2018. Do provozu pak byl uveden 22. října 2018. 29. září byl druhý blok poprvé kritický a 13. října připojen k síti. Uveden do komerčního provozu pak 9. ledna 2019.
Od 1. dubna 2019 čínská vláda stanovila minimální nákupní ceny pro reaktory spadající do generace III a III+ včetně jaderné elektrárny Chaj-jang. Podle zprávy prodává Chaj-jang svou kilowatthodinu za 0,4151 jüanu (0,062 USD), což je v provincii Šan-tung nižší než minimální cena za kilowatthodinu z uhlí 0,4525 jüanu (0,067 USD). Z toho vyplývá, že jaderná elektrárna Chaj-jang je ekonomičtější, než uhelné elektrárny.

### Druhá fáze
V březnu 2009 byl rozvoj lokality pro bloky 3 a 4 schválen Národní komisí pro rozvoj a reformy. Druhá fáze bude obsahovat reaktory CAP1000, jež jsou jen mírnou modifikací AP1000, hlavní rozdíl je v generátorech, které produkují střídavý proud o frekvenci 50Hz. AP1000 produkuje 60Hz napětí a proto je nutné je pro použití v Číně, kde je zapotřebí 50Hz, použít jiné generátory.

#### Výstavba
Podle plánu výstavba dvou bloků měla začít již v roce 2010. Dne 7. července 2022 oficiálně začala výstavba bloku č. 3 30. června 2023 bylo dokončeno pokládání 660 tun těžké spodní části kontejnmentu 4. bloku a to o 40 dní dříve, než bylo stanoveno v harmonogramu. Výstavba bloků má trvat 56 měsíců. Čtvrtý blok se začal budovat 22. dubna 2023. V červnu 2025 bylo dokončeno instalování vnitřních částí zařízení reaktoru na čtvrtém bloku.

### Třetí fáze
Pátý a šestý blok by měl vzniknout ve třetí fázi. Případný harmonogram zatím není k dispozici. Třetí fáze bude zahrnovat dva reaktory CAP1000 nebo CAP1000+.

### Čtvrtá fáze
Sedmý a osmý blok by měl vzniknout ve čtvrté fázi. Případný harmonogram zatím není k dispozici. Oficiálně bloky 7 a 8 nejsou zahrnuty v plánování, ale areál je uzpůsoben pro 8 bloků, navíc původní grafický návrh elektrárny znázorňuje 8 bloků. Z toho vyplývá, že jsou v rezervě pro případné rozšíření. Čtvrtá fáze bude zahrnovat dva reaktory CAP1000 nebo CAP1000+

## Informace o reaktorech
| Reaktor     | Typ reaktoru | Výkon   | Výkon   | Zahájení výstavby   | Připojení k síti | Uvedení do provozu | Uzavření |
| Reaktor     | Typ reaktoru | Čistý   | Hrubý   | Zahájení výstavby   | Připojení k síti | Uvedení do provozu | Uzavření |
| ----------- | ------------ | ------- | ------- | ------------------- | ---------------- | ------------------ | -------- |
| Chaj-jang-1 | AP1000       | 1170 МW | 1250 МW | 24. 9. 2009         | 17. 8. 2018      | 22. 10. 2018       |          |
| Chaj-jang-2 | AP1000       | 1170 МW | 1250 МW | 20. 6. 2010         | 13. 10. 2018     | 9. 1. 2019         |          |
| Chaj-jang-3 | CAP1000      | 1161 МW | 1253 МW | 7. 7. 2022          | 2027             |                    |          |
| Chaj-jang-4 | CAP1000      | 1161 МW | 1253 МW | 22. 4. 2023         | 2027             |                    |          |
| Chaj-jang-5 | CAP1000      | 1170 МW | 1250 МW | Ve fázi licencování |                  |                    |          |
| Chaj-jang-6 | CAP1000      | 1170 МW | 1250 МW | Ve fázi licencování |                  |                    |          |
| Chaj-jang-7 | CAP1000      | 1170 МW | 1250 МW | Navrhnuto           |                  |                    |          |
| Chaj-jang-8 | CAP1000      | 1170 МW | 1250 МW | Navrhnuto           |                  |                    |          |